# Дейд (округ, Міссурі)
Шаблон:StateAbbr_ 37°26′ пн. ш. 93°51′ зх. д. / 37.43° пн. ш. 93.85° зх. д.
Округ  Дейд (англ. Dade County) — округ (графство) у штаті Міссурі, США. Ідентифікатор округу 29057.

## Історія
Округ утворений 1841 року.

## Демографія
За даними перепису 
2000 року 
загальне населення округу становило 7923 осіб, усе сільське.
Серед мешканців округу чоловіків було 3879, а жінок — 4044. В окрузі було 3202 домогосподарства, 2276 родин, які мешкали в 3758 будинках.
Середній розмір родини становив 2,93.
Віковий розподіл населення поданий у таблиці:
| Стать    | До 15 років | 15-21 | 22-29 | 30-39 | 40-49 | 50-65 | 65-85 | Понад 85 |
| -------- | ----------- | ----- | ----- | ----- | ----- | ----- | ----- | -------- |
| Чоловіки | 811         | 376   | 279   | 444   | 596   | 678   | 628   | 67       |
| Жінки    | 746         | 343   | 292   | 476   | 583   | 689   | 742   | 173      |

## Суміжні округи
- Седар — північ
- Полк — північний схід
- Ґрін — південний схід
- Лоуренс — південь
- Джеспер — південний захід
- Бартон — захід

## Виноски
1. ↑  U.S. Decennial Census. United States Census Bureau. Архів оригіналу за 26 квітня 2015. Процитовано 15 листопада 2014.
2. ↑  Historical Census Browser. University of Virginia Library. Архів оригіналу за 16 серпня 2012. Процитовано 15 листопада 2014.
3. ↑  Population of Counties by Decennial Census: 1900 to 1990. United States Census Bureau. Архів оригіналу за 3 грудня 2014. Процитовано 15 листопада 2014.
4. ↑  Census 2000 PHC-T-4. Ranking Tables for Counties: 1990 and 2000 (PDF). United States Census Bureau. Архів оригіналу (PDF) за 18 грудня 2014. Процитовано 15 листопада 2014.
5. ↑  State & County QuickFacts. United States Census Bureau. Архів оригіналу за 7 червня 2011. Процитовано 8 вересня 2013.(англ.) Наведено за англійською вікіпедією.
6. ↑  American FactFinder. Бюро перепису населення США. Архів оригіналу за 21 травня 2008. Процитовано 31 січня 2008.

| США | Це незавершена стаття з географії США. Ви можете допомогти проєкту, виправивши або дописавши її. |